# Brachyglottis lagopus
Brachyglottis lagopus là một loài thực vật có hoa trong họ Cúc. Loài này được (Raoul) B.Nord. mô tả khoa học đầu tiên năm 1978. B. Lagopus là loài biến đổi và có thể có lá to, rậm, ở một số vùng khác lại có lá nhỏ. Hoa của nó có màu vàng.